# Conte di Cardigan
Conte di Cardigan, è un titolo ereditario della nobiltà inglese della parìa inglese.

## Storia
Il 29 giugno 1611, Sir Thomas Brudenell venne creato baronetto in Inghilterra con il predicato "di Deene nel Northamptonshire". Il 26 febbraio 1628, egli venne elevato alla Paria d'Inghilterra con il titolo di Barone Brudenell, di Stanton Wyvill nel Leicestershire, e il 20 aprile 1661 egli ottenne anche il titolo di Conte di Cardigan.
Dopo una serie di passaggi in linea diretta, il figlio di George Brudenell, III conte di Cardigan, George, IV conte, ereditò le proprietà di John Montagu, II duca di Montagu nel 1749, e nel 1766 venne creato Duca di Montagu e Marchese di Monthermer nella Parìa di Gran Bretagna. Nel 1786 egli venne anche creato Barone Montagu, di Boughton nel Northamptonshire (vedi Duca di Montagu).
Alla sua morte, il ducato e il marchesato si estinsero, mentre la baronìa di Montagu passò al suo fratello minore, James Brudenell, V conte di Cardigan, il quale il 17 ottobre 1780 venne creato Baron Brudenell, di Deene nella contea di Northampton, nella parìa di Gran Bretagna.
Alla sua morte nel 1780 la baronìa di Brudenell si estinse, mentre gli altri titoli passarono a suo nipote Robert Brudenell, VI conte di Cardigan, alla morte del quale i titoli passarono a suo cugino, George Brudenell-Bruce, II marchese di Ailesbury il quale unì il titolo al marchesato di Ailesbury sino ai giorni nostri come sussidiario. Il conte possiede i diritti sulla foresta di Savernake.

## Baronetti Brudenell (di Deene) (1611)
- Sir Thomas Brudenell, I baronetto (c. 1583–1663) (creato barone Brudenell nel 1628)

## Baroni Brudenell (1628)
- Thomas Brudenell, I barone Brudenell (c. 1583–1663) (creato conte di Cardigan nel 1661)

## Conti di Cardigan (1661)
- Thomas Brudenell, I conte di Cardigan (c1583–1663)
- Robert Brudenell, II conte di Cardigan (1607–1703)
- George Brudenell, III conte di Cardigan (1692–1732)
- George Brudenell, poi Montagu, I duca di Montagu, IV conte di Cardigan (1712–1790)
- James Brudenell, V conte di Cardigan (1715–1811)
- Robert Brudenell, VI conte di Cardigan (1760–1837)
- James Thomas Brudenell, VII conte di Cardigan (1797–1868)
- George William Frederick Brudenell-Bruce, II marchese di Ailesbury, VIII conte di Cardigan (1804–1878)
- Ernest Augustus Charles Brudenell-Bruce, III marchese di Ailesbury, IX conte di Cardigan (1811–1886)
- George William Thomas Brudenell-Bruce, IV marchese di Ailesbury, X conte di Cardigan (1863–1894)
- Henry Augustus Brudenell-Bruce, V marchese di Ailesbury, XI conte di Cardigan (1842–1911)
- George William James Chandos Brudenell-Bruce, VI marchese di Ailesbury, XII conte di Cardigan (1873–1961)
- Chandos Sydney Cedric Brudenell-Bruce, VII marchese di Ailesbury, XIII conte di Cardigan (1904–1974)
- Michael Sydney Cedric Brudenell-Bruce, VIII marchese di Ailesbury, XIV conte di Cardigan (n. 1926)